# Második tatárjárás
A második tatárjárás az Arany Horda 1285-ös hadjárata volt a Magyar Királyság ellen. Nogaj tatár hadúr és szövetségese, Talabuga Magyarország belső politikai válságát akarta kihasználni és fosztogató hadjáratot szervezett ellene. A tatárok két sereggel észak- és délkeleten támadtak, de kezdettől fogva erős ellenállásba ütköztek, Pestnél pedig vereséget szenvedtek a királyi és főúri erőktől. Ezután Erdélyen át visszavonultak, közben a helyi bárók és a lakosság további súlyos veszteségeket okoztak nekik.

## Előzmények
A tatárjárás után az országba visszatérő IV. Béla szakított korábbi birtokvisszavételi politikájával és lehetőségei szerint igyekezett felkészülni egy újabb mongol támadásra. Magyarország részben közvetlenül (Moldvánál, ahol a kán 10 ezer harcost kitevő határvédő erőket hagyott), részben közvetetten, a vazallus orosz fejedelmek által, határossá vált a Mongol Birodalommal. Batu kán (majd utódja, Berke) azonban a Volgánál állította fel főhadiszállását és egyelőre nem tervezett újabb nyugati hadjáratot; bár Güjük nagykán 1246-os megválasztásakor fenyegetőzött azzal hogy 3-4 éven belül elpusztítják a nyugati országokat, erre – talán Güjük korai halála miatt – nem került sor.
Béla szorgalmazta a kővárak építését és igyekezett egy szövetségi rendszert kiépíteni; ennek részeként visszahívta a tatárjáráskor Magyarországra menekülő, majd kivonuló kunokat és a szövetséget megpecsételendő, vezérük lányát összeházasította fiával, Istvánnal. Batu 1255-ös halálakor az orosz fejedelemségek lázongani kezdtek a tatár uralom ellen. 1258-ban Béla és veje, Boleszláv krakkói herceg csapatokat küldött az oroszok segítségére, amelyek egészen Kijevig eljutottak, de a Nogaj (Batu utóda, Berke unokaöccse) és Talabuga (Berke másik unokaöccsének unokája) által vezetett mongol ellentámadás visszaverte őket. A következő évben Berke hűbéri viszonyt javasolt IV. Bélának; adjon segédcsapatokat a többi keresztény ország ellen és cserébe adómentességet és a zsákmány ötödét ajánlotta, a szövetséget pedig dinasztikus házassággal pecsételték volna meg. Béla ezt visszautasította. 1263-ban a kán megismételte az ajánlatot, újfent hiába. Még ebben az évben (vagy még a követjárás előtt) jelentősebb összecsapásra került sor a határvidéken, ahol állítólag a magyarok kétezer tatárt levágtak. Ezt követően a magyar-tatár viszony több évtizedig békés maradt, bár a királyi kancellária által kiadott oklevelek alapján kisebb-nagyobb határvillongásokra, kereskedők, követek meggyilkolására sor kerülhetett.
A Magyarországon letelepedett kunok helyzete állandó konfliktusokkal járt. Már 1266-ban ki akartak vonulni az országból, de István trónörökös visszakényszerítette őket. A helyzet 1279-ben mérgesedett el, amikor Fülöp pápai legátus olyan törvényeket kényszerített ki, amelyek erővel kereszténységre térítették volna a kunokat. IV. László azonban nem hajtotta végre a törvényeket, sőt a kunok kezére adta a legátust, akit a király ellen fellázadó főurak szabadítottak ki. 1280 őszén a kunok mégis elkezdték a kitelepülést az országból, László már a tatár határvidéken érte utol és hozta vissza őket. 1282-ben azonban már nyíltan fellázadtak és Oldimir vezetésével fosztogatva, pusztítva elkezdtek kivonulni. László a Hód-tavi csatában verte le őket; ezt követően a kunok egy része a tatárokhoz menekült, többségük az országban maradt.
Az 1280-as évekre Nogaj saját kiskirályságot épített ki az Arany Horda délnyugati részén, a Dnyepertől nyugatra, saját külpolitikát is folytatott. A kánságon belül is jelentős volt a befolyása, gyakorlatilag a második (ha nem első) ember volt a Tode Möngke kán után. Az 1270-es években inkább dél felé irányult a figyelme, több ízben (1271, 1274, 1278-79) betört Bulgáriába, illetve a bizánci Trákiába fosztogatni, vagy beavatkozott ezen országok belső ügyeibe. Lehetséges hogy a Magyarországról menekülő és a szolgálatába fogadott kunok adtak neki hírt a magyar politika káoszáról, a központi hatalom teljes megszűnéséről és emiatt döntött egy – feltehetően fosztogató célú – hadjárat mellett. A magyar helyzet a kunok menekülése után csak tovább romlott, László király megszakította a kapcsolatot a főuraival, elűzte feleségét és a megmaradt magyarországi kunokhoz költözött.

## A hadjárat

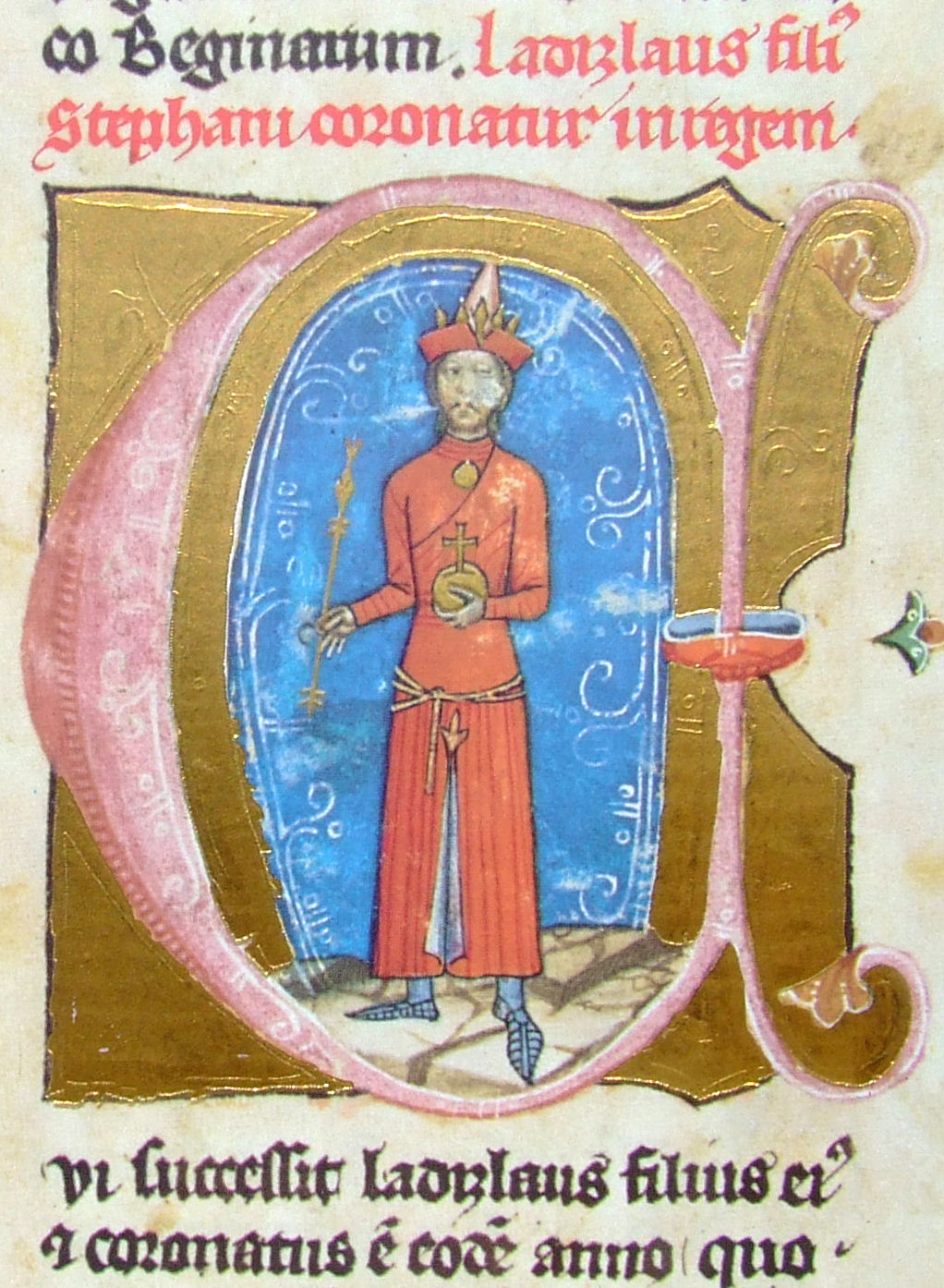
IV. László kun viseletben (Képes Krónika)

1284 végén Nogaj és szövetségese, Talabuga utasítottak legalább négy orosz fejedelmet, köztük Lev Danyilovics halicsi herceget (őt, miután betörtek a magyar földre, elbocsátották), hogy csatlakozzanak a gyülekező seregükhöz. A Continuatio Vindobonensis krónika szerint karácsony után indultak meg Magyarország ellen. Más források is 1285 eleji támadásról adnak hírt és a királyi kancellária január-április között nem adott ki okleveleket, jelezve hogy a kormányzat mással volt elfoglalva. Nogaj, akárcsak korábban Batu kán, két részre osztotta a csapatokat, maga délkelet, Erdély felől támadott, míg Talabuga északkelet felől, talán a Vereckei-hágón át, esetleg részben Morvaországon áthaladva vonult be Magyarországra. A tatár-orosz sereg létszámáról csak nagyon bizonytalan becslések állnak rendelkezésre, a híradások „megszámlálhatatlan sokaságról” vagy „végtelen sokaságról” írnak. Benedek esztergomi prépost levelében 200 ezer tatárt említ, ami nyilván csak a „nagyon sok” szinonimája. Ennek nyomán az osztrák krónikák tíz mérföld hosszú és hat mérföld széles tatár táborról írnak és hogy amikor a sereg eleje csatába bonyolódott, a vége két napig nem is tudott róla. Az Altaichi évkönyvek egy jóval reálisabb, 11 ezres létszámot adnak meg, ez – tekintve a hadjárat eredményét – közelebb lehetett a valósághoz.
A források eléggé szűkszavúak a hadjárat lefolyását illetően, gyakorlatilag csak arról tudósítanak, hogy a tatárok „egészen Pestig mindent irgalmatlanul fölperzseltek”. A később kiadott királyi oklevelek indoklásai kissé részletesebb képet festenek. Nogaj Erdélyben felégette Mikud bán tordai várát és Désaknát (legalábbis az ezeken a helyeken őrzött kiváltságlevelek mind elvesztek és később meg kellett újítani őket), valamint feldúlta Besztercét, ugyanis később a pusztításra hivatkozva a polgároknak elengedték adójuk kétharmadát. Északkeleten Talabuga elpusztította a sárospataki domonkos kolostort. Ugyanitt azonban, Sáros, Abaúj, Borsod és Zemplén megyékben a helyi erők sikerrel vették fel a tatárokkal a harcot, legalábbis utólag számos birtokot adományoztak körükben, megjutalmazva az itteniek hősies harcát. Például Aba nembeli György ispán fiai, Péter és Jovánka ispánok „vitézséget vitézségre halmozva az összegyűjtött embereivel ellenük (a tatárok ellen) rohanván, ugyanővelük csatába bocsátkozott, közülük sokakat megölve, az összes foglyot, akiket ők hurcoltak fogolyként el, a győzelem jeleként kiszabadította. Amely csatában pedig az említett Jovánkát, a mondott Péter ispán testvérét, azok (a tatárok) megölték”. Aba Amadé „szembeszállt velük, számosat kardélre hányt közülük, igen sok foglyot kiszabadított, és győzelme jeléül elküldte ezen álnok nép tíz vezérének a fejét is az említett László királynak.” Csépán és Iváncs királyi jobbágyok pedig „a szerencsére bízva magukat, nem féltve sem a testi épségüket sem a halált, a tatárok ellen vitézül küzdöttek vérük erős hullajtásával.” Mindebből arra lehet következtetni, hogy Talabuga serege útközben kisebb csapatokra oszolva fosztogatott és a kisebb seregrészekkel az ispánok sikerrel vehették fel a harcot. Erdéllyel ellentétben északkeleten sikeres várostromról sem ismerünk híradást.
A tatárok Pestig jutottak; hírükre a lakosság kétségbeesetten menekült a Duna túlpartjára és a révészek, feltehetően a túlzott megterhelés miatt nem fizették ki az óbudai egyháznak a vám nekik járó harmadát. Itt a királyi és főúri sereg csatában legyőzte őket. Nogaj és Talabuga Erdélyen át menekült, de szétszóródó csapataikkal a helybeli „székelyek, a vlachok, meg a szászok” szembeszálltak, és jelentős hányadukat elpusztították. Az aranyosi székelyek Torockónál szórták szét az arra visszavonuló ellenséget: „a tatárok királyságunk értékes zsákmányaival és javaival megrakodva tértek haza, az említett székelyek e tatárok dühödt támadásával Torockó vára alatt hősiesen szembeszálltak, hogy kiszabadítsák honfitársaikat, és abban az összecsapásban több mint ezer embert szabadítottak ki a tatárok keserves és szörnyű fogságából.” A hegyvidéken át menekülő tatárokat a mostoha tél végi-kora tavaszi időjárás is sújtotta, a fagy és az éhínség miatt sokan odavesztek. A halics-volhíniai évkönyv malíciával jegyzi meg, hogy „az istentelen Telebuga gyalog jött vissza, a nejét egy rossz gebén vezetve, úgy csúffá tette őt az Isten”.

## Következmények
Az ország belpolitikáját oly kedvezőtlenül befolyásoló bárói, kiskirályi hatalom kiépülése a második tatárjárás során kimondottan hasznosnak bizonyult. A külső fenyegetésre központi utasítás nélkül, azonnal fegyvert tudtak fogni a jól védhető kővárakra támaszkodó, királyi és főúri csapattestek. Ezzel használhatatlanná tették a sztyeppei harcmodor egyik legfontosabb előnyét, a portyázók szinte követhetetlenül gyors mozgását, amellyel szemben egy erős központi hatalom csak lassan tudott egyetlen nagyobb sereget felvonultatni. Az ellenséget apránként morzsolták fel és a meggyengült fősereggel már sikerrel vették fel a harcot. Hogy Nogaj és Talabuga serege egyesült-e, vagy az északkelet felől érkezők ugyanabba az irányba tértek vissza, nem tudni. A két fővezér mindenesetre megmenekült és valószínűleg a foglyok és a zsákmány egy részét is sikerült magukkal vinniük.
A veszteségek nem csökkentették jelentősen Nogaj harckészségét. Két évvel később 1287-ben meghalt Tode Möngke kán és Nogaj befolyását felhasználva elérte, hogy Talabuga kövesse őt az Arany Horda élén. Még ugyanebben az évben Nogaj és Talabuga többé-kevésbé sikeres rablóhadjáratot vezetett Lengyelország ellen. Ennek során Baksa nembeli Simon fia György átcsapott Lengyelországba és ott harcba bocsátkozott a támadókkal: „Szandec vára környékén több mint ezer tatárt megtámadott, akikkel harcolva vezérüket, illetve fejedelmüket megölte, közülük is sokakat elpusztított, és katonáival a terület lakói közül szinte megszámlálhatatlanul sok személyt szabadított ki a tatárok fogságából.” László király is északra vonult a tatárok betörését megakadályozandó, ám ekkor a főurak fogságba ejtették, arra hivatkozva, hogy a tatárokkal akarta felvenni a kapcsolatot és korábban is ő hívta be őket az országba. Lodomér esztergomi érsek IV. Honoriusz pápának írt levelében azzal vádolta Lászlót, hogy „tatárokkal, szaracénokkal, nyögérekkel (a király különféle etnikumú nomádokból álló testőrsége és kísérete) és pogányokkal” él együtt, az ő életmódjukat követi és ő hívta be a tatárokat is. Az érsek odáig ment, hogy keresztes hadjáratot kért László ellen. Arra, hogy a király tényleg felvette volna a kapcsolatot Nogajjal, Lodomér vádaskodásain kívül nincs más bizonyíték.
Az Arany Horda részéről kisebb határmenti fosztogatásokat leszámítva nem történt újabb támadás Magyarország ellen. A kánság a 14. század közepére meggyengült és Nagy Lajos király ezt kihasználva 1345-ben elfoglalta Moldvát, vazallus fejedelemséget hozva ott létre.